# Theridion glaciale
Theridion glaciale är en spindelart som beskrevs av Lodovico di Caporiacco 1934. Theridion glaciale ingår i släktet Theridion och familjen klotspindlar. Inga underarter finns listade i Catalogue of Life.